# Telesynchron
Die Telesynchron Filmgesellschaft mbH ist ein Produktionsunternehmen für die Synchronisation von Fernsehserien  und -filmen mit Sitz in Berlin.

## Geschichte
Das Unternehmen wurde 1960 vom Filmproduzenten Charles Münzel gegründet, der sich auf die Synchronisation von Fernsehserien für das damals neue Massenmedium spezialisierte. Zu den bekanntesten Produktionen der frühen Jahre zählen Familie Feuerstein und Verliebt in eine Hexe. Weitere erfolgreiche Fernsehserien, die von der Telesynchron synchronisiert wurden, sind zum Beispiel Simon & Simon, Der Nachtfalke, Ein gesegnetes Team, Barney Miller, Picket Fences, Babylon 5, Allein gegen die Zukunft, Dawson’s Creek, Charmed oder What’s Up, Dad?.
Im Jahr 2006 stellte das Unternehmen das operative Geschäft ein. Das Unternehmen unterhielt keine eigenen Tonstudios, sondern mietete sich bei anderen Betrieben ein, so bei der Neuen Mars-Film in Ruhleben, der CCC-Film in Haselhorst und zuletzt bei der Berliner Synchron in Lankwitz.

## Produktionen
Bisher hat das Unternehmen vorwiegend Fernsehserien synchronisiert.

### Fernsehserien (Auswahl)
- Familie Feuerstein (Deutsche Bearbeitung: 1966–1968)
- Verliebt in eine Hexe (1967–1971)
- Simon & Simon (1985–1989)
- Der Nachtfalke (1989–1991)
- Ein gesegnetes Team (1989–1991)
- Barney Miller (1989–1992)
- Vater ist der Beste (1990–1991)
- Feivel der Mauswanderer & seine Freunde (1993)
- Picket Fences – Tatort Gartenzaun (1994–1997)
- Babylon 5 (1995–1998)
- Allein gegen die Zukunft (1997–2000)
- Dawson’s Creek (1998–2003)
- Charmed – Zauberhafte Hexen (1999–2002, 2005–2006)
- Dilbert (2000)
- Strong Medicine (2001)
- What’s Up, Dad? (2003–2006)
- Die himmlische Joan (2004)

### Spielfilme (Auswahl)
- Unter der Last der Beweise (1996)
- Ein hoffnungsvoller Nachwuchskiller (2000)
- Adventure Express (2001)
- Beziehungskisten (2001)
- Ein heldenhaftes Duo (2005)
- Eiskalte Bedrohung (2005)
- Gestrandet im Paradies (2006)

### Dokumentarserien (Auswahl)
Als Voice-over-Vertonungen wurden produziert:
- Der gefährlichste Job Alaskas
- Und täglich grüßt das Erdmännchen